# Шпреинзель
Шпреинзель (нем. Spreeinsel) — остров на реке Шпре в историческом центре Берлина в районе Митте. Северная оконечность острова известна как Музейный остров и входит в перечень Всемирного наследия ЮНЕСКО. Южная оконечность острова называется Фишеринзель (нем. Fischerinsel, дословно — «Рыбачий остров, Рыбацкий остров»), срединная часть не имеет отдельного названия.

## История

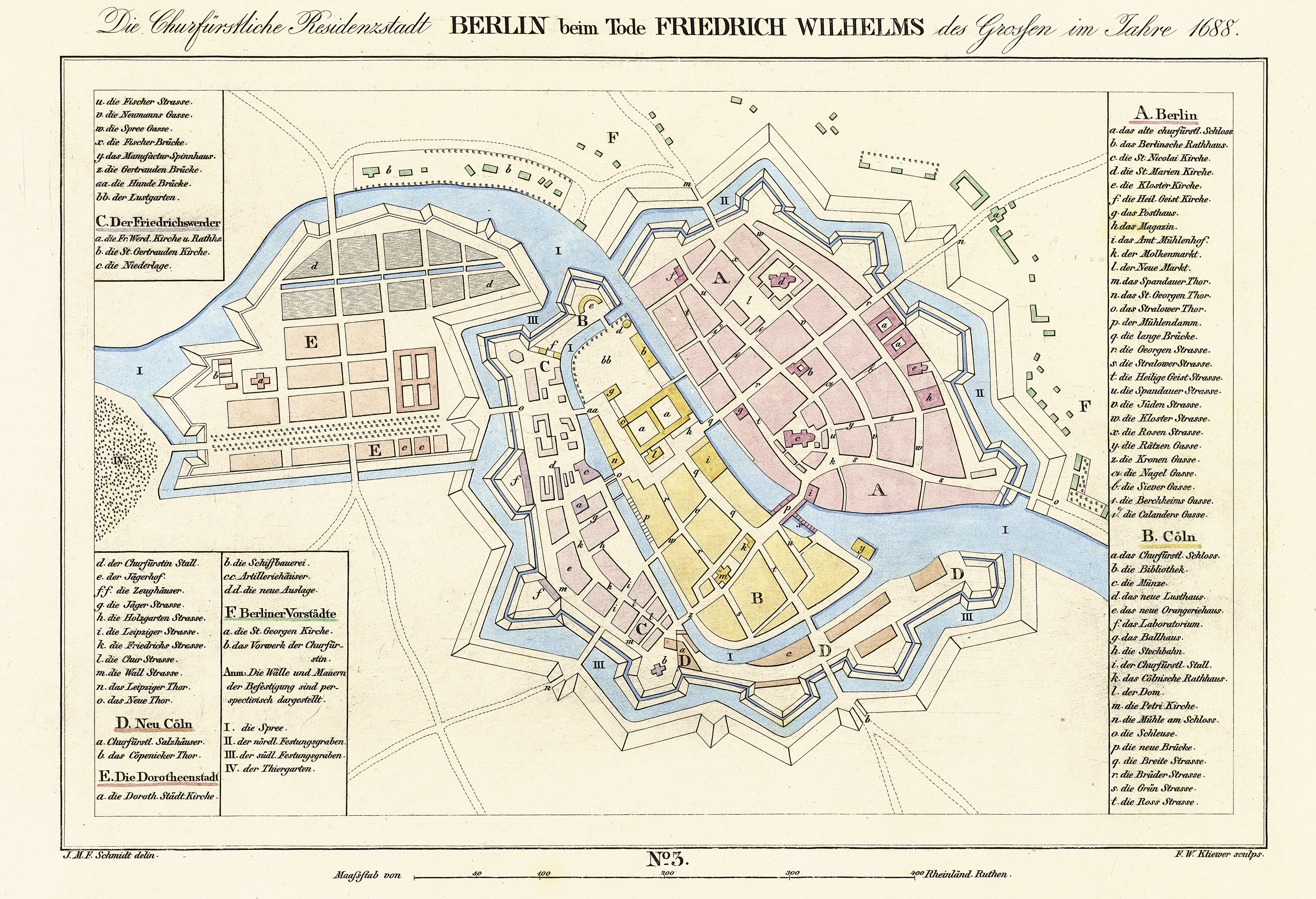
Шпреинзель на карте города 1688 года (отмечен жёлтым цветом)

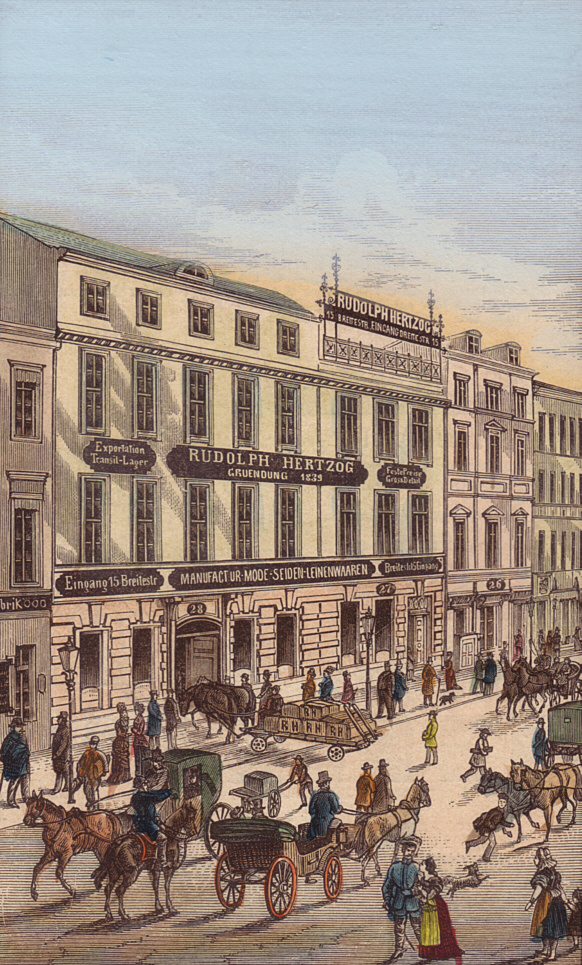
Улица Брюдерштрассе на Шпреинзель в XIX в.

В Средние века в центре острова была построена крепость, а позднее на её месте возник Городской дворец бранденбургских курфюрстов и королей Пруссии. Северная часть острова в Средние века представляла собой болотистый луг, в XVI веке там был разбит сад развлечений Люстгартен.
Начиная с XIX века в северной части Шпреинзеля стали возводить здания для музеев.
Южная часть острова до 1709 года считалась самостоятельным городом Кёлльном. Когда-то на южной оконечности Шпреинзель существовал рыбацкий посёлок, и до настоящего времени часть Шпреинзель южнее улицы Гертрауденштрассе (нем. Gertraudenstraße) называется Фишеринзель (нем. Fischerinsel, дословно — «Рыбачий остров, Рыбацкий остров»). Сейчас он застроен типовыми панельными жилыми домами. Срединная часть Шпреинзель не имеет отдельного названия.
На территории от Фишеринзель до Дворцовой площади во Вторую мировую войну уцелело лишь несколько исторических памятников, среди которых церковь Святого Николая (ныне музей) и Девичий мост.
В 1950 году руины, оставшиеся от дворца после Второй мировой войны, были взорваны, а на его месте была разбита площадь Маркса и Энгельса (ныне Дворцовая площадь Берлина) и построены здание Государственного совета ГДР (1964) и Дворец Республики (1976). Рядом находится и другая достопримечательность Берлина — Берлинский кафедральный собор, чудом избежавший серьёзных повреждений во время войны.
После объединения Германии берлинский остров Шпреинзель оказался предметом жарких дискуссий в области охраны исторических памятников, поскольку именно здесь сосредоточены наиболее значимые архитектурные объекты двух идеологических систем разделённой Германии.